# ニヨン (フランス)
ニヨン （フランス語: Nyons, プロヴァンサル語:Niom）は、フランス、オーヴェルニュ＝ローヌ＝アルプ地域圏、ドローム県のコミューン。

## 地理
ローヌ川谷の東約40km、ドローム・プロヴァンサル地方にある。ローヌ川の支流エーグ川岸にあり、コミューンは標高約1000mの高地に囲まれている。ニースやリヴィエラ海岸の日照時間と比較しても遜色ないことから、『ドーフィネ・アルプ地方のニース』（la Nice des Alpes dauphinoises）または『プティ・ニース』（Petit Nice）と別名で呼ばれる。

## 歴史

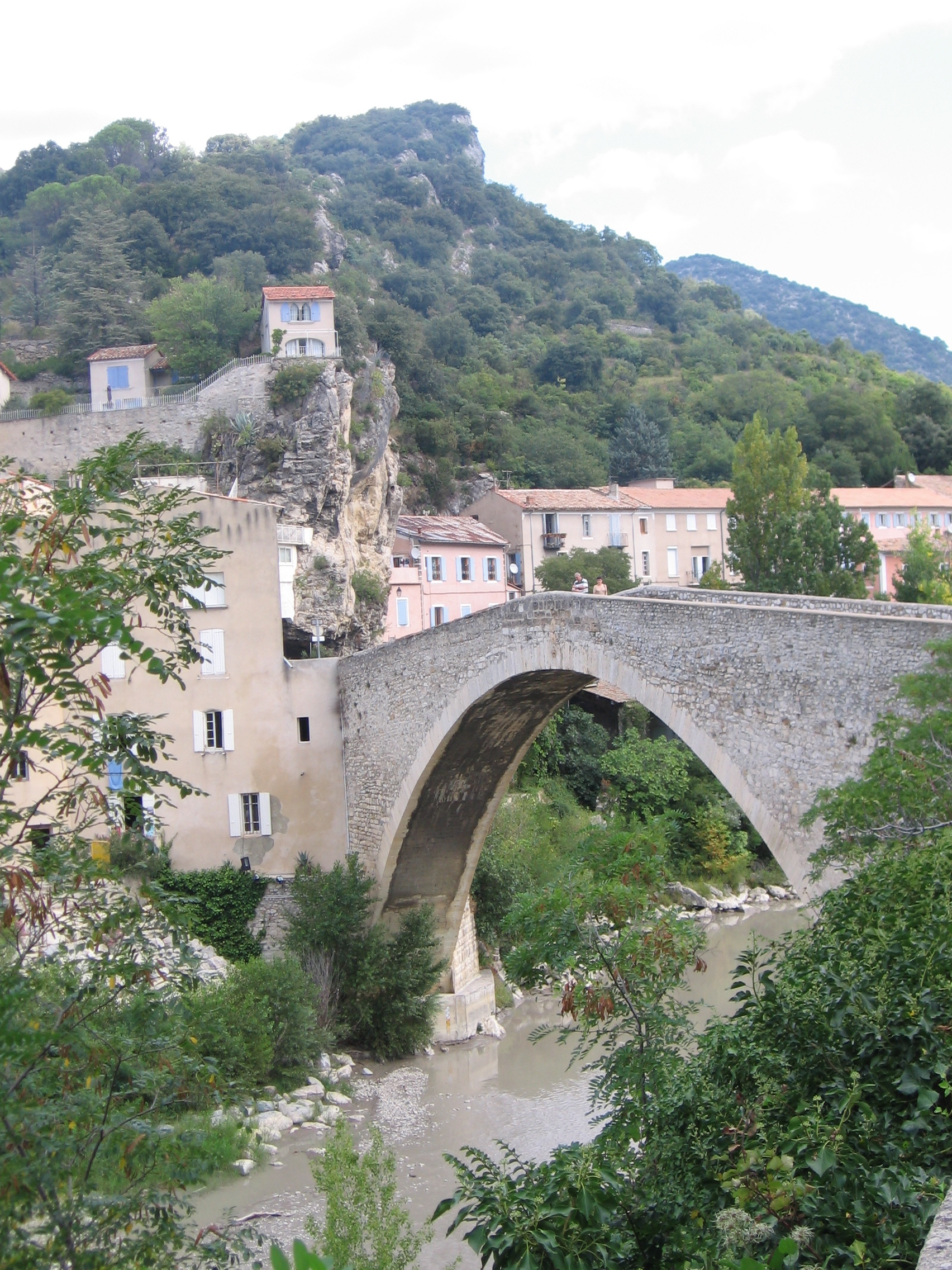
ニヨンのローマ橋

ニヨン周辺はケルト系のウォコンシイ族（fr）が暮らす地として知られた。ガロ＝ローマ時代にはVaisonの町に近接していた。小さな町、ノウィオマグス（Noviomagus、新しい市場を意味する）がおそらくこの地にあった。972年、ニオム（Niom）という町が、サン・ヴァンサン・エ・サン・フェレオル教会からアルルのサン・セザール修道院への寄進証書に記載された。長期間この修道院とアルル大司教の所有となった後、ニヨンは世俗人領主の支配下に入った。13世紀初頭にはモントーバン領主に領有された。荘園の所有をめぐる1世紀間の対立ののち、1315年ドーフィネの一部として併合された。ドーファンが常にローマ教皇に対して敬意を払わねばならなかったため、ニヨン、ヴァンソブル、ミラベルは残留したのである。1349年、ドーフィネがフランス王国へ売却されると、ニヨンはフランス革命までフランス王太子たるドーファン領となった。
ニヨンは、13世紀終わりから15世紀始めまで、例外的な繁栄の時代をすごした。この経済成長は、アヴィニョンの教皇庁とイタリア商人、大きなユダヤ人共同体との関係によるものだった。16世紀初めは膨張の時代でもあった。しかし1550年代終わりにこの地方でも始まったユグノー戦争は、ニヨンを激しく動揺させた。1585年、エーグ川左岸に要塞が建設され、都市と橋を支配した。一方で14世紀初頭につくられたドーファンの城は解体された。1598年のナントの勅令後、ニヨンはプロテスタントの安全な土地となった。1622年のラ・ロシェル勅令後もその地位は失われなかった。
プロテスタント反乱の1年後、ルイ13世はプロテスタントが立てこもりやすいこの地方の要塞地帯を削減することを決めた。1627年7月の勅令で、境界線にない要塞全ての廃止が命じられた。こうしてニヨンは外へ開放された。1633年、シタデルの取り壊し作業が始まった。ニヨン住民は城壁の保全のみ得られた。

## 経済
ニヨンは、アルプス山脈南麓における商業用オリーブ栽培の最北端にあたる。ニヨン産オリーブとオリーブオイルはAOC指定されている。

## 姉妹都市
- マンチャーノ、イタリア
- ヌレス、スペイン
- ニヨン (スイス)、スイス
- メヒェルニヒ、ドイツ

## 出身者
- ルネ・バルジャベル：小説家、ジャーナリスト